# Свободне (Мелітопольський район)
Свобо́дне — село в Україні, в Мелітопольському районі Запорізької області. Входить до складу Мирненської селищної громади. Населення становить 262 осіб. Колишній орган місцевого самоврядування - Астраханська сільська рада.

## Географія
Село Свободне знаходиться на лівому березі річки Арабка, вище за течією на відстані 0,5 км розташоване село Арабка, нижче за течією на відстані 1 км розташоване село Астраханка. Річка в цьому місці пересихає.

## Населення

### Мова
Розподіл населення за рідною мовою за даними перепису 2001 року:
| Мова            | Кількість | Відсоток |
| --------------- | --------- | -------- |
| українська      | 157       | 59.92%   |
| російська       | 95        | 36.26%   |
| румунська       | 1         | 0.38%    |
| інші/не вказали | 9         | 3.44%    |
| Усього          | 262       | 100%     |

## Історія
- 1923 — дата заснування.